# Viorel Stanca
Viorel Stanca (n. 1954 - d. 29 octombrie 2021) a fost un politician și om de afaceri român. Viorel Stanca a fost diagnosticat cu coronavirus.
A fost căpitan de securitate-contrainformații și ofițer de informații până în 1992.
A fost liderul Partidului Democrat din Sălaj, până în 2008.
În anul 2006 era unicul om de afaceri din Zalău prezent în topul 300 al celor mai bogați români, grație firmei Vidalis, pe care la momentul respectiv o deținea împreună cu soția sa, Lia..
În anul 2010 avea o avere estimată la 20 de milioane de euro.
În anul 1998, împotriva sa a început urmărirea penală pentru evaziune fiscală de circa 3 miliarde de lei vechi.
Ulterior, dosarul fost închis, deoarece instanța a descoperit vicii de procedură.
Președintele Traian Băsescu l-a ridicat pe Viorel Stanca la gradul de general de brigadă în rezervă, la propunerea SRI.
Ulterior, președintele a declarat că îl va degrada la gradul de soldat dacă se va dovedi că a făcut poliție politică.
În februarie 2010, Înalta Curte de Casație și Justiție a decis că Viorel Stanca a fost ofițer de Securitate.